# Lodgepole (Nebraska)
Lodgepole es una villa ubicada en el condado de Cheyenne en el estado estadounidense de Nebraska. En el Censo de 2010 tenía una población de 318 habitantes y una densidad poblacional de 257,4 personas por km².

## Geografía
Lodgepole se encuentra ubicada en las coordenadas 41°8′56″N 102°38′19″O / 41.14889, -102.63861. Según la Oficina del Censo de los Estados Unidos, Lodgepole tiene una superficie total de 1.24 km², de la cual 1.24 km² corresponden a tierra firme y (0%) 0 km² es agua.

## Demografía
Según el censo de 2010, había 318 personas residiendo en Lodgepole. La densidad de población era de 257,4 hab./km². De los 318 habitantes, Lodgepole estaba compuesto por el 98.11% blancos, el 0% eran afroamericanos, el 0% eran amerindios, el 0% eran asiáticos, el 0% eran isleños del Pacífico, el 0.94% eran de otras razas y el 0.94% pertenecían a dos o más razas. Del total de la población el 4.4% eran hispanos o latinos de cualquier raza.